# Avoise da Normandia
Avoise de Normandia (em francês:  Havoise; Ruão, 978  – Rennes, 21 de fevereiro de 1034) foi condessa de Rennes e duquesa da Bretanha como esposa de Godofredo I da Bretanha. Ela agiu como regente em nome do filho, Alano III da Bretanha, de 1008 a 1026.

## Família
Avoise foi a filha do duque Ricardo I da Normandia e de Gunora de Crépon.
Os seus avós paternos foram Guilherme I da Normandia e Esprota, sua segunda esposa. Os seus avós maternos são desconhecidos, mas, especula-se que o pai de Gunora era um guarda-florestal da região de Pays de Caux, na Normandia, ou que ela poderia ser de origem dinamarquesa nobre.
Ela teve sete irmãos, entre eles: Ricardo II da Normandia, Roberto de Évreux, Maugério, conde de Corbeil, a rainha Ema, primeiro como esposa de Etelredo II de Inglaterra, e depois foi casada com o seu sucessor, Canuto II da Dinarmaca, Matilde, esposa de Eudo II de Blois, etc.
Através do irmão, Ricardo II, ela foi tia-avó do primeiro rei normando da Inglaterra, Guilherme, o Conquistador.

## Biografia

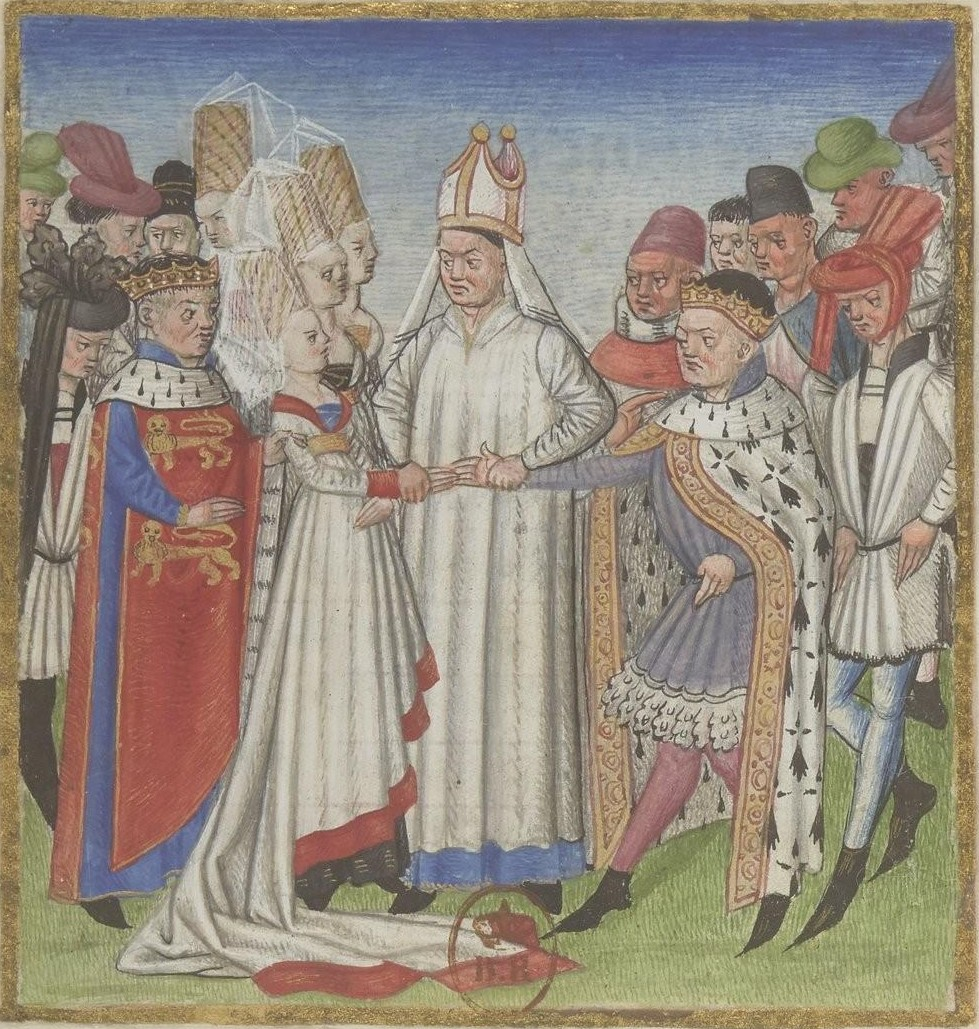
Gravura do casamento de Godofredo e Avoise, feita pelo artista conhecido como Mestre de Margarida de Orleães.

Avoise casou-se com o duque Godofredo, filho de Conan I de Rennes e de Ermengarda de Anjou, em 996. Como parte da aliança dinástica entre as famílias nobres, o seu irmão, Ricardo, também se casou com a irmã de Godofredo, Judite da Bretanha, alguns anos depois, no ano de 1000. Essa aliança dupla entre os ducados da Normandia e Bretanha, provavelmente feita para proteger as duas famílias, funcionou bem em relação a Bretanha.
O casal teve três filhos, três meninos e uma menina.
Apesar de Godofredo ter assumido o título de duque da Bretanha em 992, na época não era reconhecido pelo rei da França, apenas se tornando um título legítimo em 1213.
Após a morte de Godofredo, em 20 de novembro de 1008, o duque Ricardo protegeu os sobrinhos e teve um papel importante ao governar a Bretanha durante a sua minoridade.
Um documento datado de 1008 registra que Avoise, junto com os dois filhos, Alano e Eude, restauraram a Abadia de Saint-Méen. A duquesa viúva também assinou a outorga em que Alano fundou o Priorado de Livré, na aldeia de Redon.
A duquesa governou como regente durante a minoridade de Alano III. Porém, no ano de 1010, o seu governo foi ameaçado devido à uma revolta de camponeses que tinha se espalhado da Normandia para a Bretanha. Eles foram derrotados pelo duque, incentivado pela mãe.
Avoise faleceu em 21 de fevereiro de 1034, com aproximadamente 56 anos de idade. O seu local de enterro é desconhecido.

## Descendência
- Alano III da Bretanha (997 – 1 de outubro de 1040), sucessor do pai. Foi o primeiro marido de Berta de Blois, com quem teve dois filhos. Segundo Orderico Vital, ele morreu envenenado por um normando;[3]
- Eveno (c. 998 – após 1037)[6]
- Eudes de Penthièvre (999 – 1079), ele governou junto ao irmão mais velho durante a regência da mãe, porém, após disputas com Alano, territórios foram divididos, e Eudes tornou-se conde de Penthièvre. Foi marido de Orguen Inês de Cournouaille, com quem teve seis filhos. Também teve mais oito filhos ilegítimos com várias amantes;[7]
- Adela (m. 1067), foi abadessa de Saint-George em Rennes.